# Un catcheur au grand cœur
Pour plus de détails, voir Fiche technique et Distribution.
Un catcheur au grand cœur ou Krunk Out (en V. O. : Knucklehead) est un film comique américain mettant en scène le catcheur professionnel de la WWE Big Show (dans son tout premier rôle), Mark Feuerstein, Melora Hardin et Dennis Farina. Aux États-Unis, le film est sorti le 22 octobre 2010 au cinéma. Le DVD du film est par la suite commercialisé le 9 novembre 2010 aux États-Unis et le 2 novembre 2010 en France.

## Synopsis
Un agent de catcheur doit se trouver un nouveau poulain pour rembourser les dettes qu'il a accumulées auprès de son rival. Il rencontre alors un homme à tout faire d'église de 200 kg. Ce dernier accepter de lutter pour aider l'orphelinat où il a grandi. Avec la directrice de l'institution, ils parcourent le pays pour le faire concourir pour la première fois dans une compétition de catch.

## Fiche technique
- Titre original : Knucklehead
- Titre français : Un catcheur au grand cœur ou Krunk Out
- Réalisation : Michael Watkins
- Scénario : Bear Aderhold, Thomas F. X. Sullivan, Adam Rifkin
- Musique : James A. Johnston
- Société de production : WWE Studios
- Société de distribution : Samuel Goldwyn Films
- Pays d’origine :  États-Unis
- Langue : Anglais
- Genre : Comédie
- Date de sortie :
  -  22 octobre 2010
  -  2 novembre 2010

## Distribution
- Mark Feuerstein : Eddie Sullivan
- Melora Hardin (V. F. : Anne Rondeleux) : Mary O'Connor
- Paul Wight (V. F. : Guillaume Orsat) : Walter Krunk
- Dennis Farina : Memphis Earl
- Wendie Malick : Sister Francesca
- Rebecca Creskoff : Tina
- Bobb'e J. Thompson : Mad Milton
- Will Patton (V. F. : Gabriel Le Doze) : Vic Sullivan
- Saul Rubinek : Rabbi
- Lester Speight : Redrum

## Production
Krunk Out est le deuxième film indépendant produit par WWE Studios (le premier étant Legendary, avec John Cena), en coopération avec Samuel Goldwyn Films. Le film a été tourné à La Nouvelle-Orléans en Louisiane aux États-Unis, et conclu le 9 novembre 2009.

## Critiques et réceptions
Le film a été universellement critiqué. Slant Magazine n'attribue qu'une demi-étoile sur quatre, rédigeant que le titre du film (Knucklehead) est une « bonne description du film et de ceux qui ont choisi d'en être son audience ». About.com attribue 2 étoiles sur 5 commentant que « bien que le film ne relate une histoire à dormir debout, quelque part la mise en scène est pire ». Variety écrit que la mise en scène « laisse assez à désirer », et que « personne dans l'histoire n'est aussi fort que ça ». Film Journal International juge ce film une « comédie ennuyeuse d'un gros balourd qui entre dans le monde du combat pour prendre chaque cliché du livre pour les rendre encore plus cliché ». The New York Times juge ce film « médiocre ».